# Kisfülű kutya

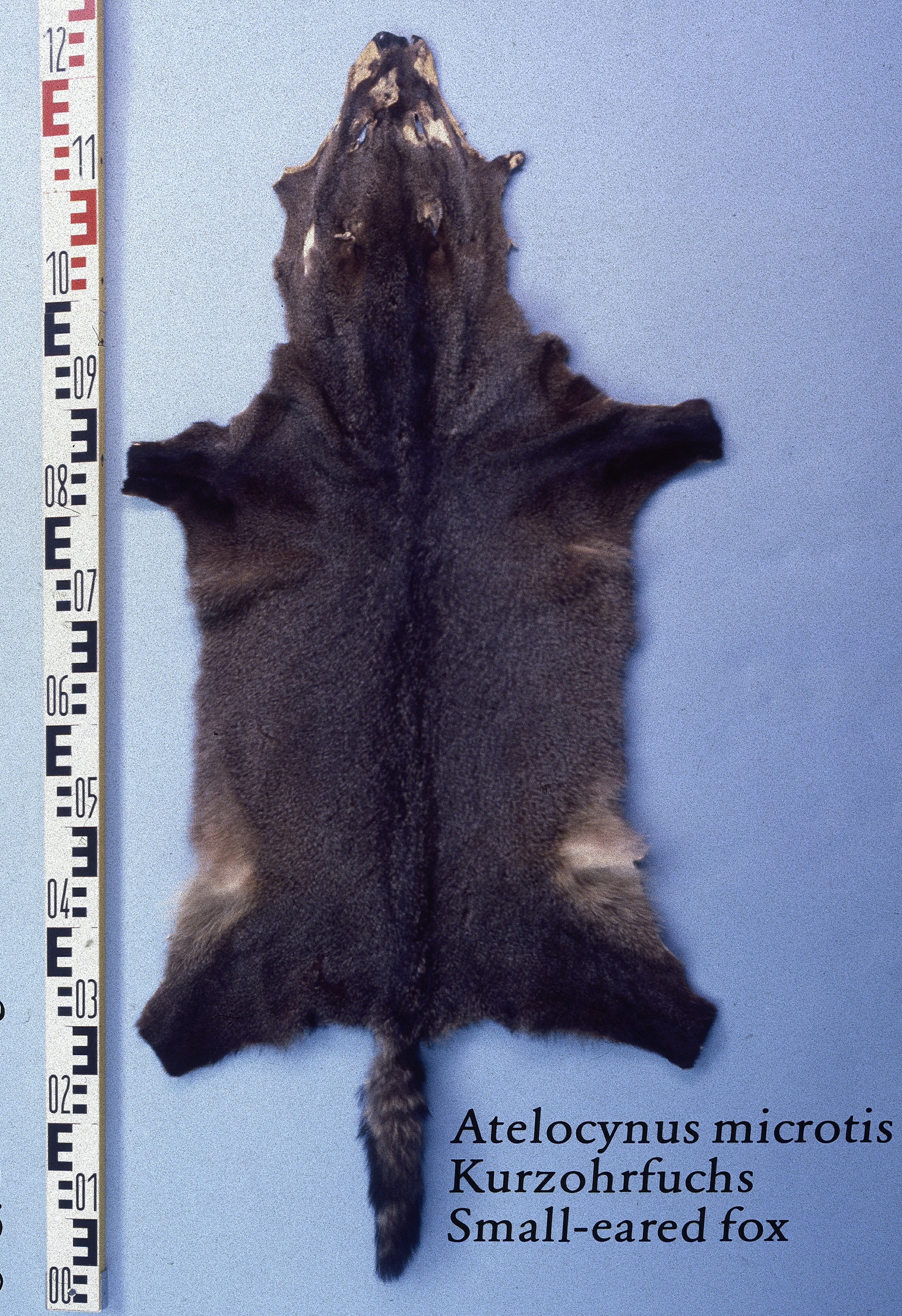
Gereznája

A kisfülű kutya (kisfülű sakálróka, Atelocynus microtis) az emlősök (Mammalia) osztályában és a ragadozók (Carnivora) rendjében a kutyafélék (Canidae) család Atelocynus nemének egyetlen faja.

## Elterjedése
Dél-Amerikában, az Amazonas menti esőerdőben él. Peru, Bolívia, Brazília, Kolumbia, Ecuador és lehet, hogy Venezuela területén is honos.
Eredetileg Észak-Amerikában fejlődött ki, és a nagy amerikai faunacsere eredményeként jutott délre. Ezután eredeti élőhelyén kipusztult, és már csak Dél-Amerikában él.

## Alfajai
- Atelocynus microtis microtis, Sclater, 1882.
- Atelocynus microtis sclateri, J. A. Allen, 1905

## Megjelenése
Testhossza 72–100 cm, a farok 30 cm. Súlya kb. 10 kg. Füle kicsi, kerek. Bundája fölül sötétszürke vagy fekete, alul sárgásbarna, rövid és bársonyos.

## Életmódja
Magányosan él, és többnyire éjjel mozog. Mozgása macskaszerű. Főleg rágcsálókat és mellettük valószínűleg néha növényi táplálékot is fogyaszt. Nem veti meg a hüllőket, a rovarokat, sőt, a kisebb madarakat sem.